# Nelson Philippe
Nelson Philippe (Valence, 23 de julio de 1986) es un expiloto de automovilismo francés. Fue piloto de Champ Car/IndyCar Series entre 2004 y 2009, destacando su cuarto puesto en el campeonato de Champ Car 2006.

## Carrera profesional
Philippe compitió en karting entre 1998 y 2002 e hizo el cambio a la estadounidense Barber Dodge Pro Series en 2003, donde logró un podio.
En 2004 hizo el cambio a la serie Champ Car y comenzó a competir con Rocketsports Racing. A los 17 años, era el piloto más joven de la Champ Car. Terminó entre los diez primeros tres veces en una carrera ese año y terminó en el decimosexto lugar en el campeonato. En 2005 hizo el cambio a Conquest Racing, logrando cuatro resultados entre los diez primeros y decimotercero en la clasificación general.
El campeonato de 2006 fue su mejor temporada. Se mudó a CTE-HVM Racing y ganó la carrera ese año en el circuito australiano de Surfers Paradise, convirtiéndose en el ganador más joven de la carrera de Champ Car. Además terminó tercero en Milwaukee Mile y en el GP de Montreal, terminando cuarto en el campeonato.
A pesar de sus buenos resultados en 2006, no pudo encontrar suficientes montos de patrocinio para 2007, que eran necesarios para todos los pilotos en ese momento, dada la difícil situación financiera de la serie Champ Car y los equipos. Solo pudo competir en las dos últimas carreras de la temporada para Conquest Racing. Fue sexto en Surfers Paradise y duodécimo en México.
En 2008 condujo la carrera inaugural de la Superleague Fórmula. Condujo para el equipo de carreras Borussia Dortmund (Zakspeed) y condujo la carrera inaugural de la GP2 Asia Series para ART Grand Prix. En 2009, compitió en las 500 Millas de Indianápolis para HVM Racing, pero no pudo terminar. Más tarde ese año, debía correr la carrera en Infineon Raceway con Conquest, pero sufrió un grave accidente en las prácticas. Perdió el control del vehículo, quedando sobre el asfalto, y Will Power no pudo evitarlo, provocando un choque. Ambos sufrieron una conmoción cerebral, además de fracturas de vértebras para Power y fractura del pie izquierdo para Philippe.
En 2010 realizó su última participación como piloto, en la Grand-Am Rolex Sports Car Series.